# Waldhof-Falkenstein
Waldhof-Falkenstein est une municipalité allemande située dans le Land de Rhénanie-Palatinat et l'arrondissement d'Eifel-Bitburg-Prüm.

## Géographie
La commune est bordée au sud et à l’ouest par la frontière luxembourgeoise qui la sépare des communes (du nord au sud) de Parc Hosingen, Putscheid et Vianden situées dans le canton de Vianden et le canton de Diekirch. L’Our, un affluent de la Sûre, correspond à la frontière sauf sur un kilomètre à l’extrémité sud. Il forme un méandre accentué entrant en territoire allemand et dont l’entrée est occupée par le village luxembourgeois de Bivels près du barrage.

## Curiosités
- Le château de Falkenstein